# Microrégion du Madeira

Localisation de la microrégion du Madeira.

La microrégion du Madeira est l'une des trois microrégions qui subdivisent le Sud de l'État de l'Amazonas au Brésil.
Elle comprend cinq municipalités qui regroupaient 144 204 habitants en 2006 pour une superficie totale de 221 037 km2.

## Municipalités[1]
- Apuí
- Borba
- Humaitá
- Manicoré
- Novo Aripuanã